# Ruisseau d'Estours
Pour les articles homonymes, voir Estours (homonymie) et Artigue.
Ne doit pas être confondu avec Ruisseau de l'Artigue.
Le ruisseau d'Estours, aussi ruisseau de l'Artigue dans sa partie haute,, est une rivière pyrénéenne du sud de la France qui coule dans le département de l'Ariège en région Occitanie. C'est un affluent du Salat en rive gauche, donc un sous-affluent de la Garonne par le Salat.

## Géographie
De 12,6 km de longueur, le ruisseau d'Estours prend sa source dans les Pyrénées ariégeoises, au sud-est du mont Valier (2 838 mètres), non loin de la frontière espagnole. Il se nomme alors ruisseau de l'Artigue et son cours s'oriente du sud-ouest vers le nord-est. Les pentes de sa vallée sont presque entièrement boisées (forêt de Seix). Il se jette dans le Salat en rive gauche, à deux kilomètres en amont de la localité de Seix, elle-même située à 2 km en amont (au sud-ouest) d'Oust.

## Commune traversée
Le cours de l'Estours s'inscrit tout entier sur le territoire d'une seule commune du département de l'Ariège : Seix.

## Principaux affluents
- Ruisseau d'Arcouzan : 2,7 km.
- Ruisseau de Bibet : 3,8 km
- Ruisseau de Lameza : 5,5 km

## Hydrologie
Le débit de l'Estours a été observé à Seix sur une période de 4 ans (1920-1923).
Le débit moyen annuel de la rivière y était de 2,76 m3/s, pour une surface de bassin versant de 47,2 kilomètres carrés, ce qui correspond à la quasi-totalité de son bassin versant.
L'Estours est une rivière fort irrégulière, à l'instar de tous les cours d'eau pyrénéens de haute montagne. La rivière présente des fluctuations saisonnières de débit caractéristiques, liées à son régime essentiellement nival. Les hautes eaux de printemps portent le débit mensuel à des niveaux allant de 3,90 à 6,84 m3/s, d'avril à juin inclus (avec un sommet prononcé en mai). Elles sont dues essentiellement à la fonte des neiges. Dès le mois de juillet, le débit baisse rapidement pour atteindre un plancher d'août à janvier (1,40 en novembre). En septembre cependant le débit remonte quelque peu et forme un petit sommet
(1,78 m3/s) puis baisse à nouveau sous l'effet des froids de l'hiver. 

Notons que ces moyennes mensuelles occultent des fluctuations bien plus prononcées sur de plus courtes périodes.
Les crues de l'Estours peuvent être importantes, compte tenu de la taille fort réduite de son bassin versant. La série des QIX n'a jamais été calculée, étant donné la trop courte durée d'observation des débits.
Le débit journalier maximal enregistré à Seix a été de 21,3 m3/s le 2 février 1922.
L'Estours est une rivière fort abondante. La lame d'eau écoulée dans son bassin versant est de 1 844 millimètres annuellement, ce qui est près de six fois supérieur à la moyenne d'ensemble de la France (320 millimètres), et aussi à la moyenne du bassin de la Garonne (384 millimètres). Le débit spécifique (ou Qsp) atteint de ce fait le chiffre extrêmement élevé de 58,5 litres par seconde et par kilomètre carré de bassin.

## Galerie

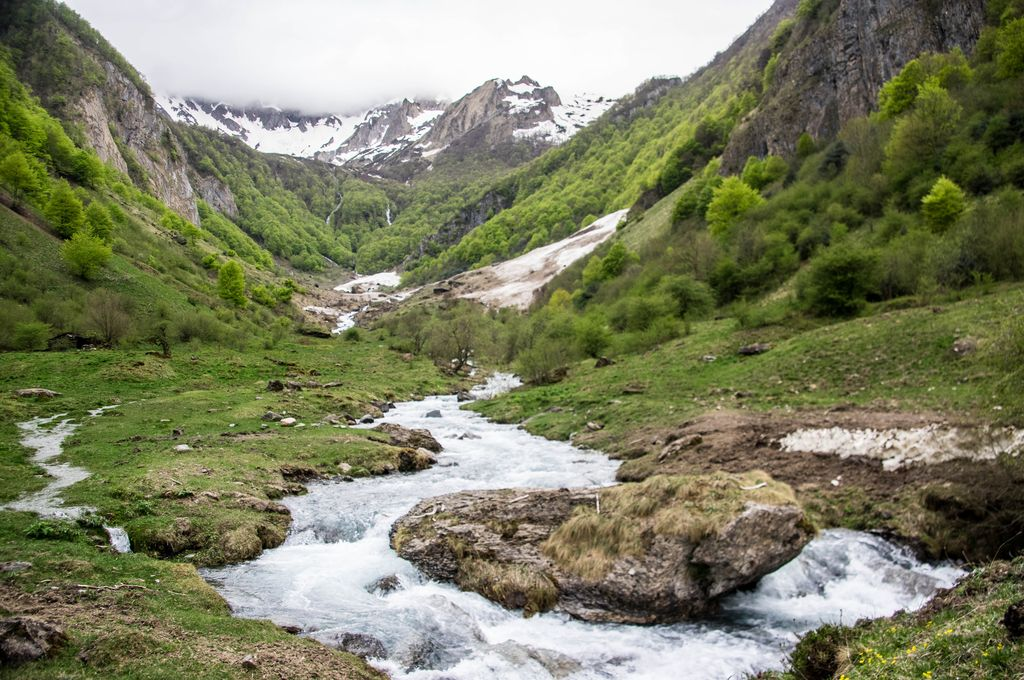
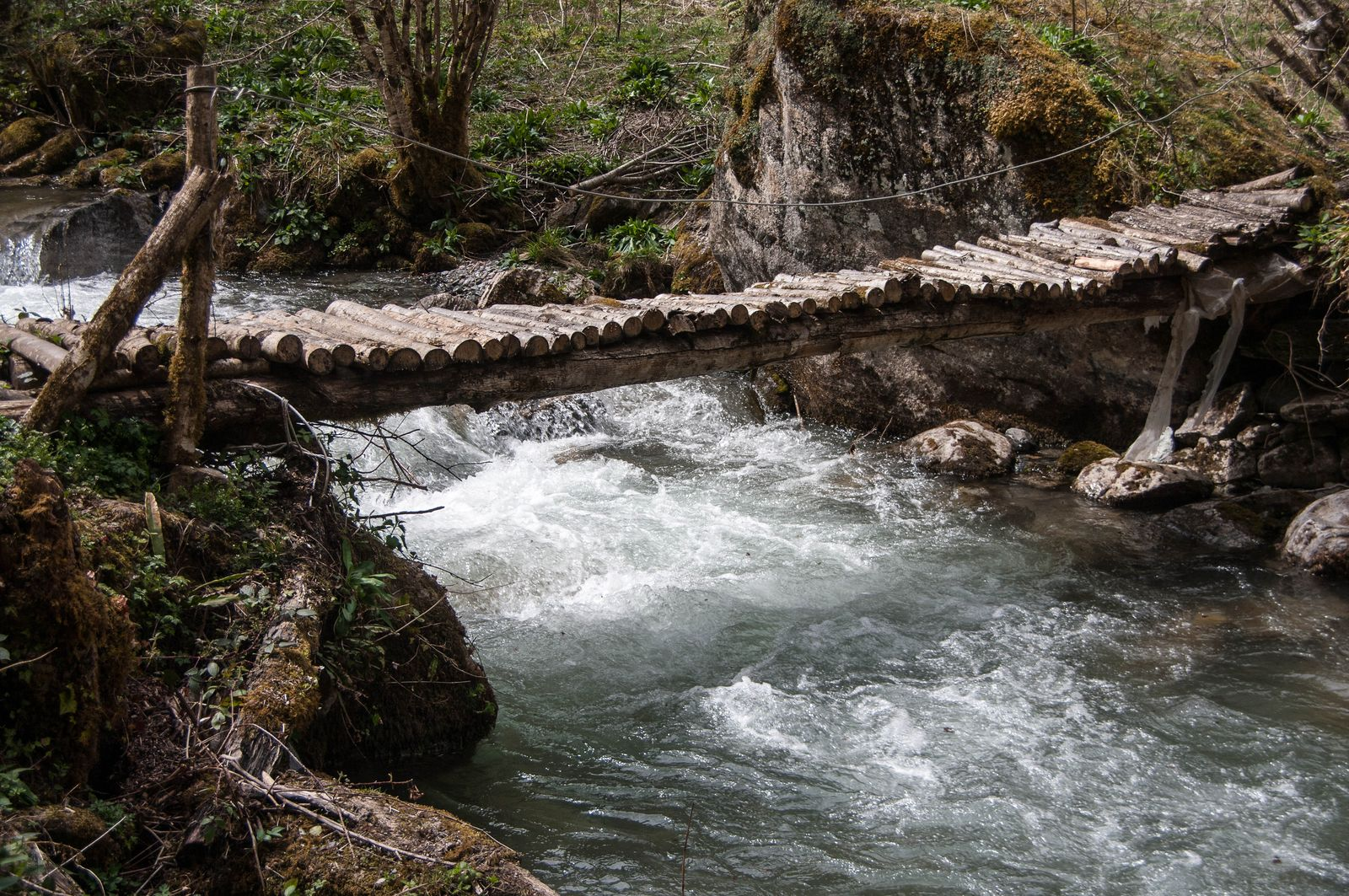
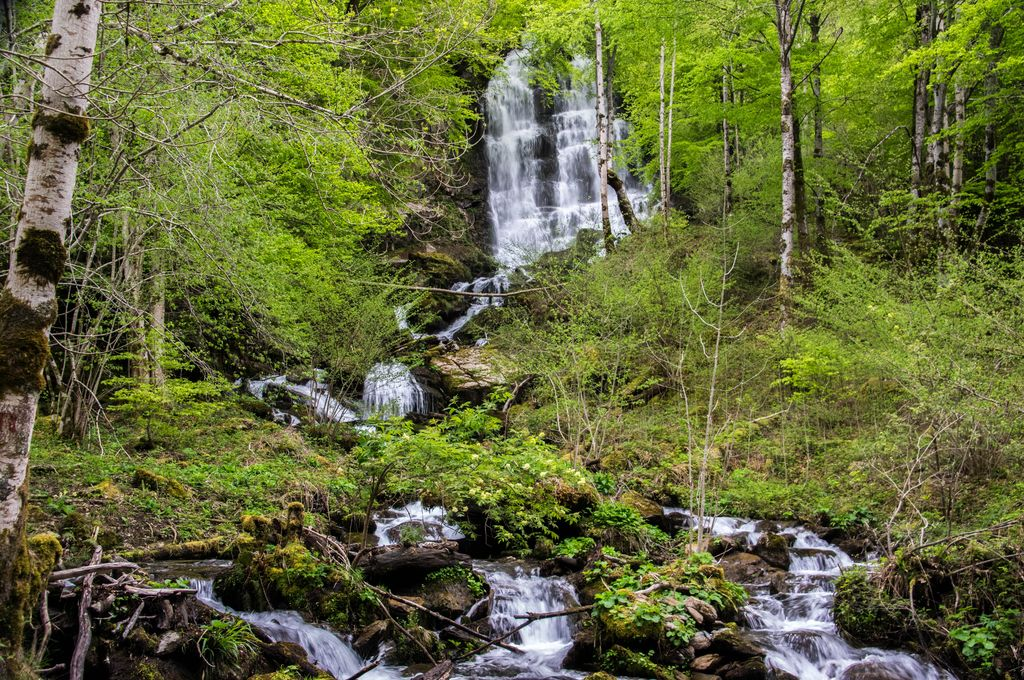